# デンジャー・デンジャー

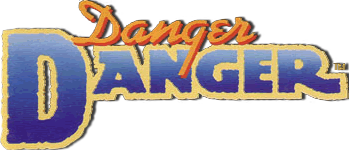
バンドのロゴ

デンジャー・デンジャー（Danger Danger）は、アメリカ合衆国出身のハードロック・バンド。
1989年にメジャー・デビューし、創作活動休止やメンバーチェンジを経て、現在も活動を続けている。

## 略歴

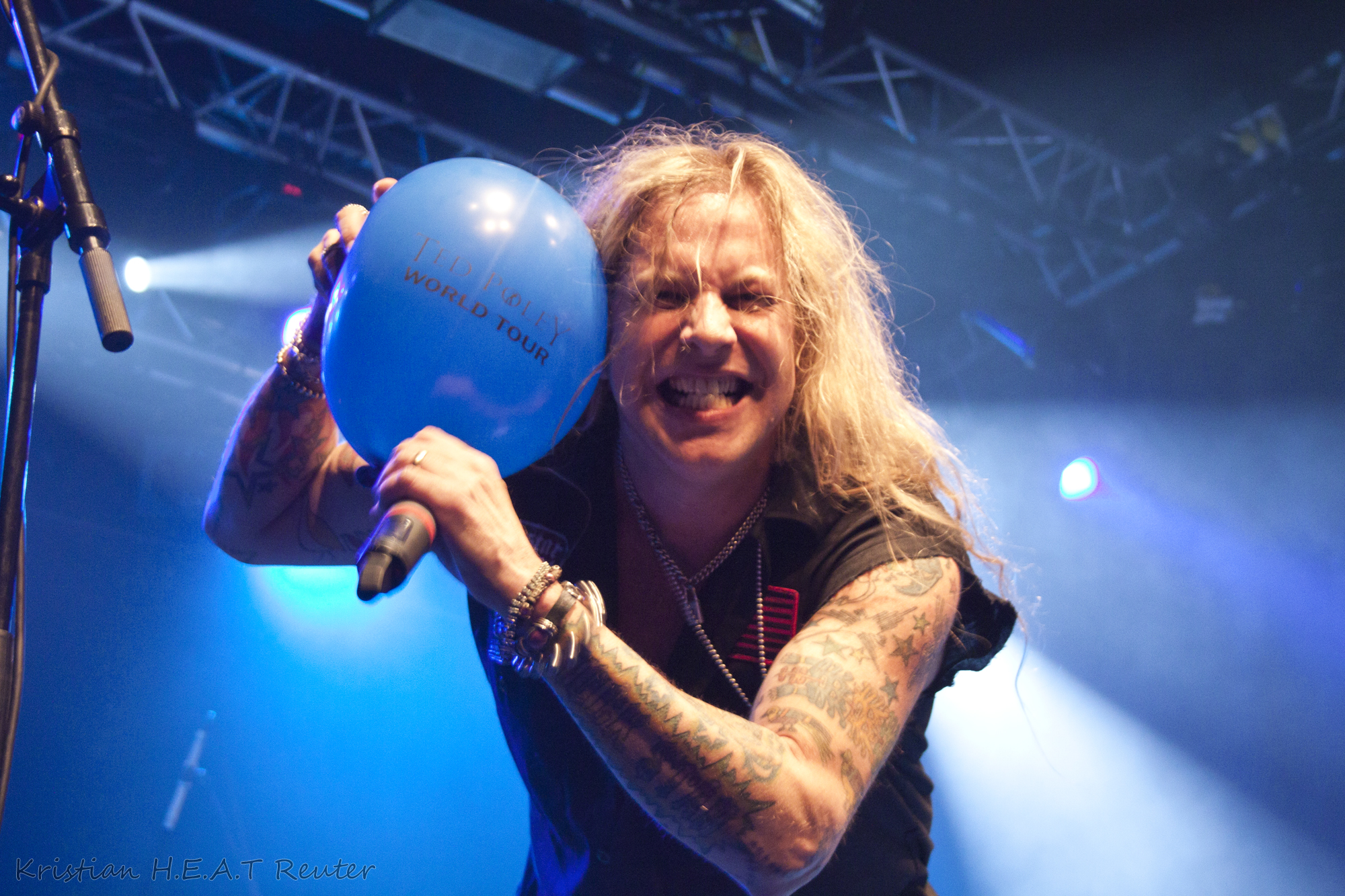
テッド・ポーリー(Vo) 2010年

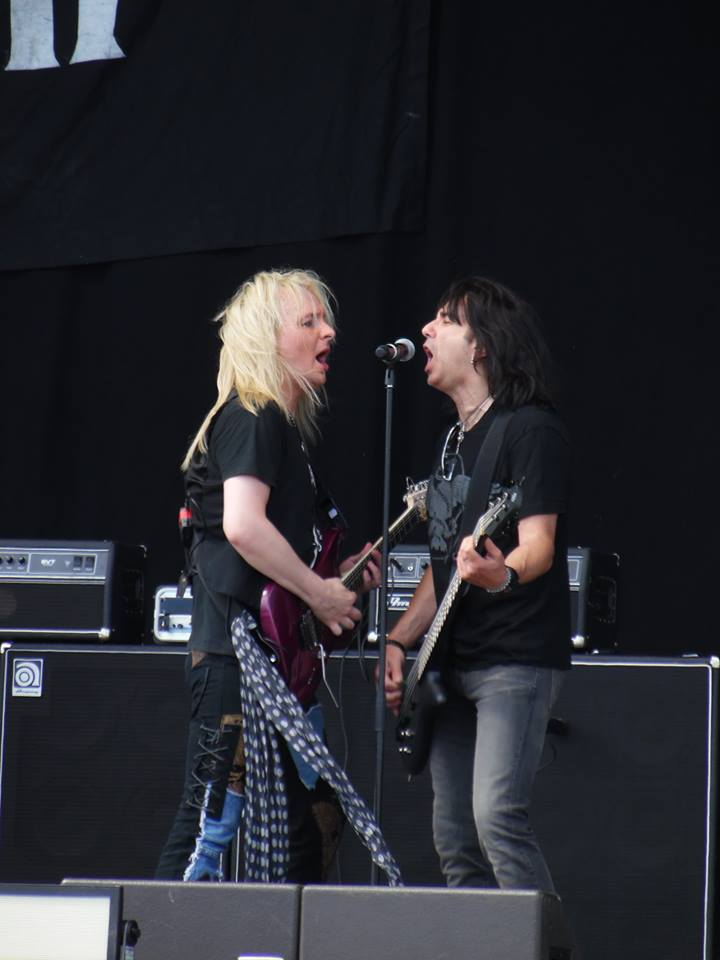
左マルチェロ(G) 右ブルーノ(B) 2014年

1982年にチープ・トリックのコンサート会場で知り合ったブルーノ・ラヴェル（ベース）とスティーヴ・ウェスト（ドラム）を中心に、1987年、ニューヨークでバンドを結成。
ブルーノが「ホワイト・ライオン」などへの参加を経た後、アンディ・ティモンズ（ギター）、ケイシー・スミス（キーボード）、元プロフェットのドラマーでもあったテッド・ポーリー（ボーカル）を据えて、1989年にアルバム『デンジャー・デンジャー』でメジャー・デビュー。
1993年、3枚目のフル・アルバムとなるはずの『Cockroach』が完成間近という時にテッドが解雇され、これを不服としたテッドがバンドを相手取って訴訟を起こしたため本作の発表は延期となった。アルバムは新ボーカリストとしてカナダ人のポール・レインを迎えて完成していたが、発表は2001年まで待たなければならなかった（日本盤は今も未発売）。また、同時期にアンディもバンドを去っている。
以降、ポールのボーカルで2000年までに3枚のスタジオ・アルバムを発表した後は、前述の『Cockroach』やライブ・アルバム、デモ音源などを集めたアルバムを発表するに留まっていたが、2004年に訴訟を起こしていたテッドがバンドと和解して復帰。
2006年には実に14年ぶりの来日を果たす。2009年、9年振りの新作アルバム『リヴォルヴ』を発表。デビュー25周年に当たる2014年9月の来日時には、アンディとケイシーが客演し、当時のオリジナル・メンバーによる公演となった。

## 特色
物騒なバンド名に反して、音楽性は、1980年代前半に隆盛を誇っていたアメリカン・ロック（スタジアム・ロックとも呼ばれる）を継承したポップでメロディアスなハードロック、もしくはハードポップと呼ばれる作風である。
テッド・ポーリーの声質などから、ボン・ジョヴィに似通っていると評されることもある。

## メンバー

### 現メンバー
- テッド・ポーリー (Ted Poley) - ボーカル (1987年-1993年、2004年- )
- ブルーノ・ラヴェル (Bruno Ravel) - ベース (1987年- )
- スティーヴ・ウェスト (Steve West) - ドラムス (1987年- )
- ロブ・マルセロ (Rob Marcello) - ギター (2003年- )

### 旧メンバー
- マイク・ポント (Mike Pont) - ボーカル (1987年)
- ポール・レイン (Paul Laine) - ボーカル (1993年-2004年)
- アル・ピトレリ (Al Pitrelli) - ギター (1987年-1988年)
- トニー"ブルーノ"レイ (Tony "Bruno" Rey) - ギター (1989年、1998年、2000年)
- アンディ・ティモンズ (Andy Timmons) - ギター (1989年-1993年、1997年-2003年、2014年)
- ケイシー・スミス (Kasey Smith) - キーボード (1987年-1992年、1997年-2000年、2014年)
- スコット・ブラウン (Scott Brown) - ベース (1995年-1996年) ライブサポートのみ

## ディスコグラフィ

### スタジオ・アルバム
- 『デンジャー・デンジャー』 - Danger Danger (1989年) ※全米88位
- 『スクリュー・イット!』 - Screw It! (1991年) ※全米123位
- 『ドーン』 - Dawn (1995年)
- 『フォー・ザ・ハード・ウェイ』 - Four the Hard Way (1997年)
- 『リターン・オブ・ザ・グレイト・ギルダースリーヴス』 - The Return of the Great Gildersleeves (2000年)
- Cockroach (2001年) ※ほぼ1曲につきテッドとポールの両バージョンを収録した2枚組
- 『リヴォルヴ』 - Revolve (2009年)

### ライブ・アルバム
- Down and Dirty Live (1990年) ※EP
- Live and Nude (2005年)

### コンピレーション・アルバム
- Rare Cuts (2003年)

### シングル
- 「ノーティ・ノーティ」 - "Naughty Naughty" (1989年)
- 「バング・バング」 - "Bang Bang" (1989年)
- 「ドント・ウォーク・アウェイ」 - "Don't Walk Away" (1990年)
- 「ロック・アメリカ」 - "Rock America" (1990年)
- 「モンキー・ビジネス」 - "Monkey Business" (1992年)
- 「アイ・スティル・シンク・アバウト・ユー」 - "I Still Think About You" (1992年)
- "Comin' Home" (1992年)
- 「エヴリバディ・ウォンツ・サム」 - "Everybody Wants Some" (1992年)